# 杜罗河畔奥利瓦雷斯
杜罗河畔奥利瓦雷斯（西班牙語：Olivares de Duero）是西班牙卡斯蒂利亚-莱昂巴利亚多利德省的一个市镇。总面积29平方公里，总人口324人（2001年），人口密度11人/平方公里。